# Alalngar
Alalngar Eridujski, včasih tudi Alalĝar, Alalgar in Alaldžar, je bil drugi preddinastični kralj Sumerije, ki je vladal pred letom 2900 pr. n. št.. Seznam sumerskih kraljev pravi, da je vladal 36.000 let.

## Sklic
1. ↑  Wang, Haicheng (2004). Writing and the Ancient State: Early China in Comparative Perspective. Cambridge University Press. str. 36. ISBN 1107785871.

| Vladarski nazivi   | Vladarski nazivi                                                | Vladarski nazivi                      |
| ------------------ | --------------------------------------------------------------- | ------------------------------------- |
| Predhodnik: Alulim | 2. kralj Sumerija pred približno 2900 pr. n. št. ali legendaren | Naslednik: En-men-lu-ana Bad-tibirski |
| Predhodnik: Alulim | Ensi Eriduja pred približno 2900 pr. n. št. ali legendaren      | Nezasedeno                            |